# Platysaurus broadleyi
Espèce
Statut de conservation UICN

 LC  : Préoccupation mineure
Platysaurus broadleyi est une espèce de sauriens de la famille des Cordylidae.

## Répartition
Cette espèce vit surtout au Cap-du-Nord en Afrique du Sud, mais peut être trouvée au ǁKaras en Namibie.

## Étymologie
Cette espèce est nommée en l'honneur de Donald George Broadley.

## Publication originale
- Branch & Whiting, 1997 : A new Platysaurus (Squamata: Cordylidae) from the Northern Cape Province, South Africa. African Journal of Herpetology, vol. 46, n. 2, p. 124-136 (texte intégral).